# Grzybowo (Kołobrzeg)
Grzybowo (deutsch Gribow) ist ein Dorf in der polnischen Woiwodschaft Westpommern. Es gehört zur Landgemeinde Kołobrzeg im Powiat Kołobrzeski.

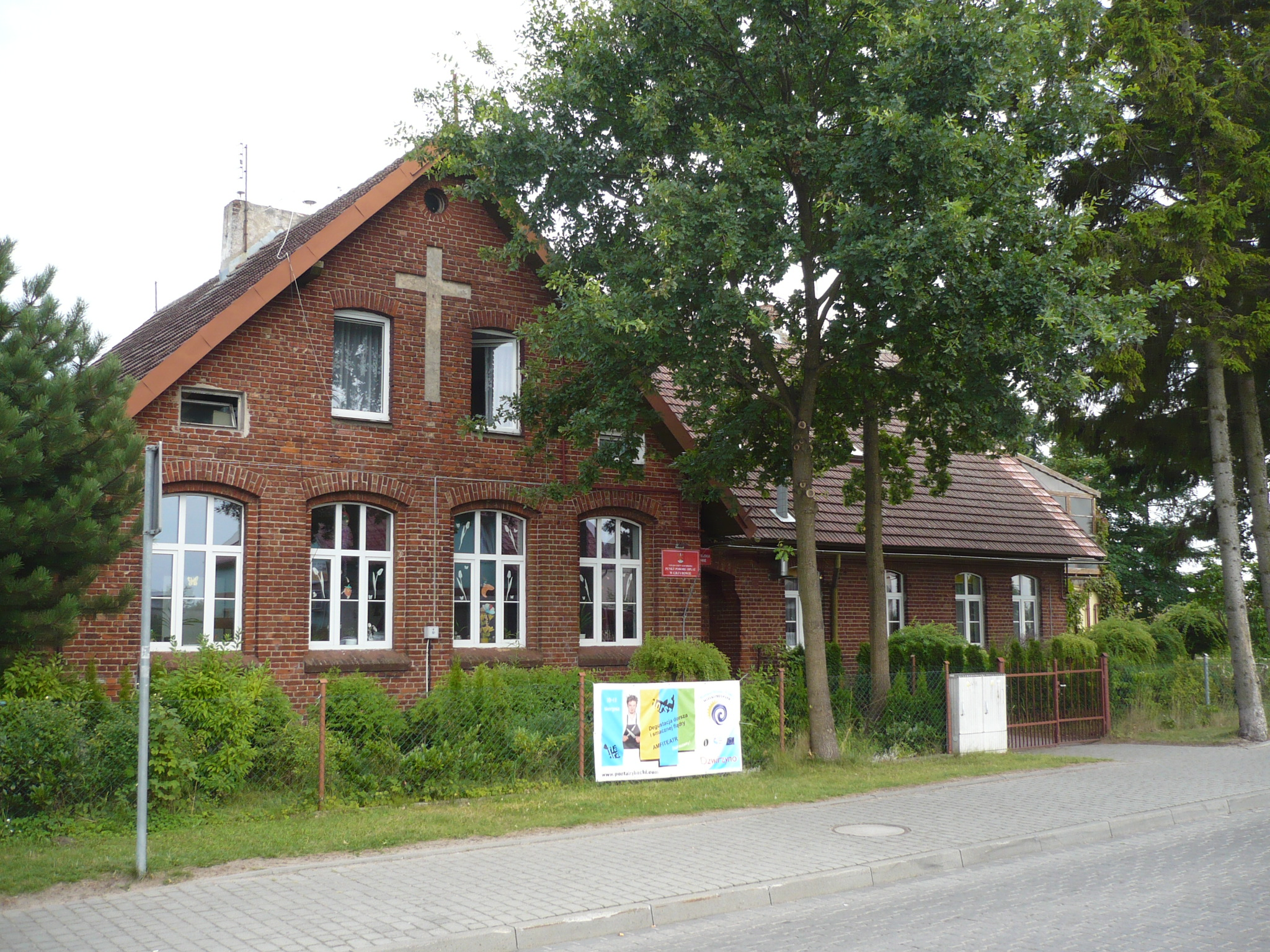
Ehemalige Schule (Aufnahme von 2013)

## Geographische Lage  und Verkehrsanbindung
Das Dorf liegt in Hinterpommern, nahe der Ostseeküste, etwa sechs Kilometer westlich der Innenstadt von Kołobrzeg (Kolberg).
Die benachbarten Orte Kołobrzeg im Osten und Dźwirzyno (Kolberger Deep) im Westen sind mit öffentlichen Verkehrsmitteln zu erreichen. Der nächste Bahnhof liegt in Stary Borek (Altbork) an der Bahnstrecke Koszalin–Goleniów (Köslin–Gollnow), der nächste größere Bahnhof befindet sich in Kołobrzeg. Zwischen Grzybowo und Dźwirzyno befindet sich – für die polnische Ostsee untypisch – ein FKK-Badestrand.

## Geschichte
Das relativ neue Dorf war erst im  Jahr 1822 auf stadteigenem Grund und Boden Kolbergs erbaut  worden und wuchs danach rasch. 1846 hatte Gribow 300 Einwohner in 50 Wohnhäusern und um 1864 lebten dort bereits 512 Einwohner in 90 Familien und 65 Wohnhäusern.
Bis 1945  bildete Gribow eine Gemeinde im Landkreis Kolberg-Körlin der preußischen Provinz Pommern. Gegen Ende des Zweiten Weltkriegs wurde die Region im Frühjahr 1945 von der Roten Armee besetzt und anschließend zusammen mit ganz Hinterpommern unter polnische Verwaltung gestellt. Die Einwohner wurden vertrieben, die Häuser und Höfe enteignet und von Polen übernommen.

## Entwicklung der Einwohnerzahl
- 1846: 300[1]
- 1864: 512[1]
- 1933: 348[2]
- 1939: 342[2]

## Wirtschaft
Die Haupteinnahmequelle der Einwohner ist der Sommertourismus. Eine Vielzahl der Einwohner bieten Häuser als Pensionen und als Ferienwohnungen an. Die Nähe zum Meer sowie die Natur führten zum Erblühen des Fahrradtourismus.